# Zeche Kunstwerk
Die Zeche Kunstwerk war ein Steinkohle-Bergwerk im heutigen Essener Stadtteil Bergerhausen. Sie gehörte damals zum Bergamt Werden.

## Geschichte
Es wird vermutet, dass bereits Mitte des 16. Jahrhunderts Bergbau auf dem Gebiet der Zeche Kunstwerk betrieben wurde. Demnach kann sie zu den ältesten Zechen im Ruhrgebiet und damit auch auf heutigem Essener Stadtgebiet gezählt werden. Die Erwähnung der Zeche gibt eine Vergleichsurkunde aus dem Jahre 1687. Namensgebend war eine mechanische Fördereinrichtung, die als Kunstwerk bezeichnet wurde. 1764 kam von der Ruhr her ein Stollen hinzu. Dort betrieb man eine Kohlenniederlage, deren Förderung über drei Schächte mit den Namen Carl, Franz und Vance stattfand. 
Der in der Nachbarschaft ansässige Industrielle Franz Dinnendahl stattete die Zeche um 1816/1817 mit Maschinen aus, darunter zwei Fördermaschinen sowie zwei Dampfmaschinen zur Wasserhebung, die den Abbau in größeren Tiefen ermöglichten. Der Hauptförderschacht Wilhelm wurde 1818 abgeteuft. Die Anlagen der bereits stillgelegten Nachbarzeche Sonnenschein im Bereich des Bergamtes Werden wurden 1821 übernommen. Um 1833/1836 wurde eine dritte Wasserhaltungsdampfmaschine von Johann Dinnendahl, Bruder des inzwischen verstorbenen Franz Dinnendahl, aufgestellt, um erhöhten Wasserzuflüssen von der Ruhr entgegenzuwirken. 1840 waren auf der Zeche insgesamt fünf solcher Maschinen installiert. Die maximale Kohleförderung der Zeche Kunstwerk betrug 1855 rund 45.000 Tonnen. 1857 soff die Grube durch Wassereinbrüche fast vollständig ab.
1862 stellte die Zeche Kunstwerk ihren Betrieb ein. Sie wurde im Mai 1865 endgültig stillgelegt.

## Heutiger Zustand
Am ehemaligen Standort erinnert der Straßenname Am Kunstwerk an die gleichnamige Zeche. Weiteres ist nicht mehr vorhanden.